# Gong Xiaobin
Gong Xiaobin (鞏曉彬T, 巩晓彬S, Gǒng XiǎobinP; Jinan, 23 novembre 1969) è un ex cestista e allenatore di pallacanestro cinese.

## Carriera
In carriera ha militato negli Shandong Flaming Bulls. Con la Cina ha disputato le Olimpiadi del 1992 e del 1996, oltre ai Mondiali del 1990, del 1994 e del 2002.